# A Marshall-szigetek külkapcsolatai

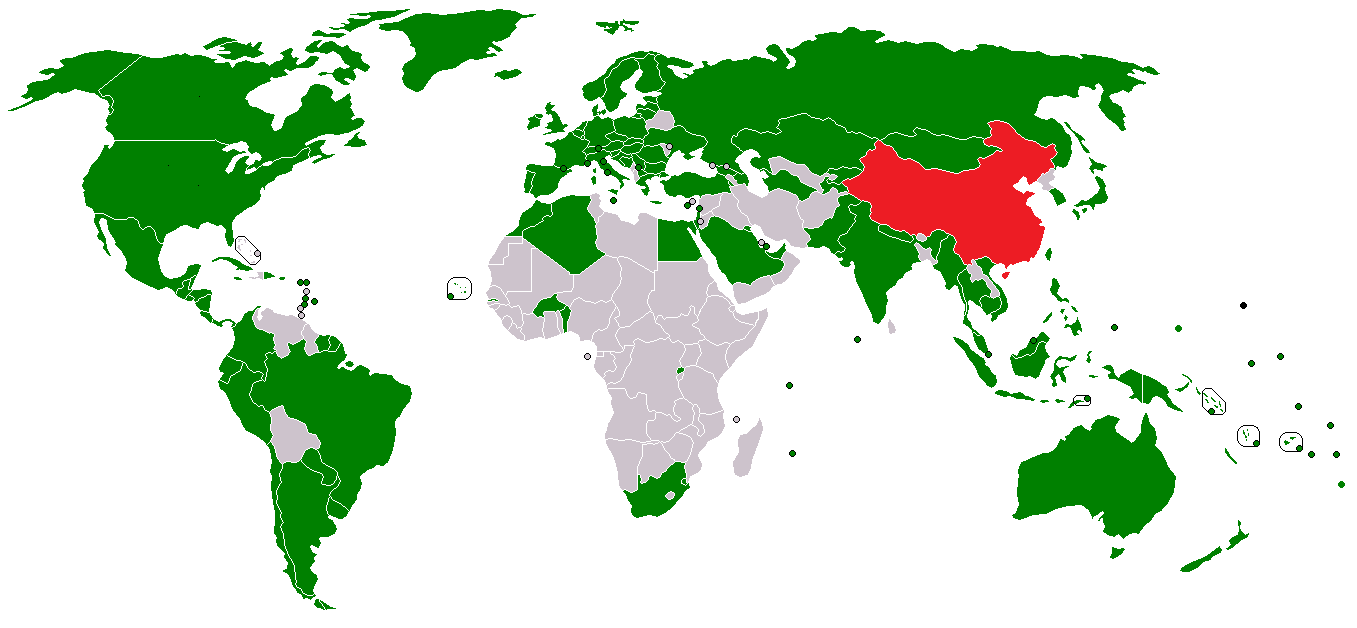
A Marshall-szigetek (fekete) külkapcsolatai:
Államok, melyek hivatalos diplomáciai kapcsolatban állnak a Marshall-szigetekkel
Államok melyek megszakították a diplomáciai kapcsolatot a Marshall-szigetekkel

A Marshall-szigetek egy szigetállam a Csendes-óceán északi részén.
A szigetek felfedezői a portugálok voltak, majd 1696-ban a spanyolok vették birtokba a szigeteket. 1899-ben, a spanyol–amerikai háború után a szigeteket eladták Németországnak, majd az első világháború idején a japánok szállták meg. A második világháború idején, 1944-ben amerikai csapatok szállták meg, majd 1947. július 18-án megalapították a Csendes-óceáni Gyámsági Területet, amelyet az Amerikai Egyesült Államok közigazgatása alá rendeltek.
A szigetcsoport 1986-ban az USA szabadon társult állama lett. A gyámságra vonatkozó megállapodásokat az USA kormánya érvénytelenítette. Az ENSZ 1990-ben elismerte független államként a Marshall-szigeteket, majd 1991-ben felvette tagjai sorába.

## Diplomáciai kapcsolatok, nagykövetségek
A Marshall-szigetek diplomáciai kapcsolatban áll 108 ENSZ tagállam országgal, a Vatikánnal, a Szuverén Máltai Lovagrenddel, Koszovóval, a Cook-szigetekkel és az Európai Unióval.
Az országnak a következő öt országban van nagykövetsége : Amerikai Egyesült Államok, Fidzsi-szigetek, Dél-Korea, Japán és Tajvan. Ezeken kívül állandó konzulátust tart Hawaii-in is. 
A Marshall-szigeteken négy ország nagykövetségei találhatóak meg, melyek a következőek: Amerikai Egyesült Államok, Japán és Tajvan.

## A Marshall-szigetekkel diplomáciai kapcsolatban álló országok (127)

### ENSZ tagállam országok (121)
| 1.   | Amerikai Egyesült Államok                                                              | 1986. október 21.    | Az ENSZ Biztonsági Tanácsának állandó tagja. A NATO tagja. A Csendes-óceáni Közösség tagja. |
| 2.   | Mikronézia                                                                             | 1987. február 26.    | A Csendes-óceáni Fórum tagja. A Csendes-óceáni Közösség tagja.                              |
| 3.   | Ausztrália                                                                             | 1987. július 8.      | A Nemzetközösség tagja. A Csendes-óceáni Fórum tagja. A Csendes-óceáni Közösség tagja.      |
| 4.   | Izrael                                                                                 | 1987. szeptember 16. |                                                                                             |
| 5.   | Fidzsi-szigetek                                                                        | 1988. január 22.     | A Nemzetközösség tagja. A Csendes-óceáni Fórum tagja. A Csendes-óceáni Közösség tagja.      |
| 6.   | Kiribati                                                                               | 1988. június 4.      | A Nemzetközösség tagja. A Csendes-óceáni Fórum tagja. A Csendes-óceáni Közösség tagja.      |
| 7.   | Új-Zéland                                                                              | 1988. június 17.     | A Nemzetközösség tagja. A Csendes-óceáni Fórum tagja. A Csendes-óceáni Közösség tagja.      |
| 8.   | Fülöp-szigetek                                                                         | 1988. szeptember 15. |                                                                                             |
| 9.   | Pápua Új-Guinea                                                                        | 1988. szeptember 21. | A Nemzetközösség tagja. A Csendes-óceáni Fórum tagja. A Csendes-óceáni Közösség tagja.      |
| 10.  | Japán                                                                                  | 1988. december 9.    |                                                                                             |
| 11.  | Chile                                                                                  | 1990. január 25.     |                                                                                             |
| 12.  | Salamon-szigetek                                                                       | 1990. május 23.      | A Nemzetközösség tagja. A Csendes-óceáni Fórum tagja. A Csendes-óceáni Közösség tagja.      |
| 13.  | Vanuatu                                                                                | 1990. augusztus 1.   | A Nemzetközösség tagja. A Csendes-óceáni Fórum tagja. A Csendes-óceáni Közösség tagja.      |
| 14.  | Tuvalu                                                                                 | 1990. szeptember 14. | A Nemzetközösség tagja. A Csendes-óceáni Fórum tagja. A Csendes-óceáni Közösség tagja.      |
| 15.  | Szamoa                                                                                 | 1990. október 22.    | A Nemzetközösség tagja. A Csendes-óceáni Fórum tagja. A Csendes-óceáni Közösség tagja.      |
| 16.  | Nauru                                                                                  | 1991. február 22.    | A Nemzetközösség tagja. A Csendes-óceáni Fórum tagja. A Csendes-óceáni Közösség tagja.      |
| 17.  | Dél-Korea                                                                              | 1991. március 16.    |                                                                                             |
|      | Államok, melyek az országot annak ENSZ tagsága után (1991. szeptember 17.) ismerték el |                      |                                                                                             |
| 18.  | Németország                                                                            | 1991. szeptember 22. | A NATO tagja. Az Európai Unió tagja.                                                        |
| 19.  | Peru                                                                                   | 1991. november 14.   |                                                                                             |
| 20.  | Ciprus                                                                                 | 1991. november 17.   | Az Európai Unió tagja.                                                                      |
| 21.  | Maldív-szigetek                                                                        | 1991. december 16.   | Az OIC tagja. A Nemzetközösség tagja.                                                       |
| 22.  | Lengyelország                                                                          | 1991. december 17.   | A NATO tagja. Az Európai Unió tagja.                                                        |
| 23.  | Spanyolország                                                                          | 1991. december 17.   | A NATO tagja. Az Európai Unió tagja.                                                        |
| 24.  | Egyesült Királyság                                                                     | 1992. február 2.     | Az ENSZ Biztonsági Tanácsának állandó tagja. A Nemzetközösség tagja. A NATO tagja.          |
| 25.  | Svédország                                                                             | 1992. február 12.    | Az Európai Unió tagja. A NATO tagja.                                                        |
| 26.  | Görögország                                                                            | 1992. február 14.    | A NATO tagja. Az Európai Unió tagja.                                                        |
| 27.  | Egyiptom                                                                               | 1992. május 2.       | Az Afrikai Unió tagja. Az OIC tagja. Az Arab Liga tagja.                                    |
| 28.  | Vietnám                                                                                | 1992. június 1.      |                                                                                             |
| 29.  | Costa Rica                                                                             | 1992. június 15.     |                                                                                             |
| 30.  | Kolumbia                                                                               | 1992. augusztus 5.   |                                                                                             |
| 31.  | Oroszország                                                                            | 1992. augusztus 6.   | Az ENSZ Biztonsági Tanácsának állandó tagja. Az OIC megfigyelő státuszú tagja.              |
| 32.  | Szingapúr                                                                              | 1992. augusztus 28.  | A Nemzetközösség tagja.                                                                     |
| 33.  | Dánia                                                                                  | 1992. szeptember 17. | A NATO tagja. Az Európai Unió tagja.                                                        |
| 34.  | Norvégia                                                                               | 1992. október 16.    | A NATO tagja.                                                                               |
| 35.  | Szlovénia                                                                              | 1992. október 19.    | A NATO tagja. Az Európai Unió tagja.                                                        |
| 36.  | Saint Lucia                                                                            | 1992.                | A Nemzetközösség tagja. A Karib-tengeri Közösség tagja.                                     |
| 37.  | Izland                                                                                 | 1993. január 25.     | Az Európai Unió tagjelöltje. A NATO tagja.                                                  |
| 38.  | Finnország                                                                             | 1993. január 26.     | Az Európai Unió tagja. A NATO tagja.                                                        |
| 39.  | Mexikó                                                                                 | 1993. január 28.     |                                                                                             |
| 40.  | Saint Vincent és a Grenadine-szigetek                                                  | 1993. január 28.     | A Nemzetközösség tagja. A Karib-tengeri Közösség tagja.                                     |
| 41.  | Seychelle-szigetek                                                                     | 1993. február 2.     | Az Afrikai Unió tagja. A Nemzetközösség tagja.                                              |
| 42.  | Malajzia                                                                               | 1993. február 4.     | Az OIC tagja. A Nemzetközösség tagja.                                                       |
| 43.  | Franciaország                                                                          | 1993. február 19.    | Az ENSZ Biztonsági Tanácsának állandó tagja. A NATO tagja. Az Európai Unió tagja.           |
| 44.  | Ausztria                                                                               | 1993. március 1.     | Az Európai Unió tagja.                                                                      |
| 45.  | Hollandia                                                                              | 1993. március 2.     | A NATO tagja. Az Európai Unió tagja.                                                        |
| 46.  | Barbados                                                                               | 1993. március 23.    | A Nemzetközösség tagja. A Karib-tengeri Közösség tagja.                                     |
| 47.  | Argentína                                                                              | 1993. április 23.    |                                                                                             |
| 48.  | Belize                                                                                 | 1993. április 30.    | A Nemzetközösség tagja. A Karib-tengeri Közösség tagja.                                     |
| 49.  | Indonézia                                                                              | 1993. május 21.      | Az OIC tagja.                                                                               |
| 50.  | Luxemburg                                                                              | 1993. július 20.     | A NATO tagja. Az Európai Unió tagja.                                                        |
| 51.  | Olaszország                                                                            | 1993. szeptember 24. | A NATO tagja. Az Európai Unió tagja.                                                        |
| 52.  | Thaiföld                                                                               | 1993. október 29.    | Az OIC megfigyelő státuszú tagja.                                                           |
| 53.  | Málta                                                                                  | 1994. február 8.     | Az Európai Unió tagja.                                                                      |
| 54.  | Portugália                                                                             | 1995. február 10.    | A NATO tagja. Az Európai Unió tagja.                                                        |
| 55.  | Andorra                                                                                | 1995. február 23.    |                                                                                             |
| 56.  | Kuvait                                                                                 | 1995. szeptember 27. | Az OIC tagja. Az Arab Liga tagja.                                                           |
| 57.  | Zöld-foki Köztársaság                                                                  | 1995. december 1.    | Az Afrikai Unió tagja.                                                                      |
| 58.  | Ukrajna                                                                                | 1995. december 22.   | Az Európai Unió tagjelöltje. A NATO tagjelöltje.                                            |
| 59.  | Brunei                                                                                 | 1996. január 17.     | Az OIC tagja. A Nemzetközösség tagja.                                                       |
| 60.  | Dél-afrikai Köztársaság                                                                | 1996. január 17.     | Az Afrikai Unió tagja. A Nemzetközösség tagja.                                              |
| 61.  | Románia                                                                                | 1996. január 29.     | A NATO tagja. Az Európai Unió tagja.                                                        |
| 62.  | Belgium                                                                                | 1996. május 29.      | A NATO tagja. Az Európai Unió tagja.                                                        |
| 63.  | Türkmenisztán                                                                          | 1996. október 8.     | Az OIC tagja.                                                                               |
| 64.  | Mauritius                                                                              | 1996. október 23.    | Az Afrikai Unió tagja. A Nemzetközösség tagja.                                              |
| 65.  | India                                                                                  | 1997. február 21.    | A Nemzetközösség tagja. Az Arab Liga megfigyelő státuszú tagja.                             |
| 66.  | Kanada                                                                                 | 1997. augusztus 14.  | A Nemzetközösség tagja. A NATO tagja.                                                       |
| 67.  | Palau                                                                                  | 1998. augusztus 1.   | A Csendes-óceáni Fórum tagja. A Csendes-óceáni Közösség tagja.                              |
| 68.  | Szlovákia                                                                              | 1999. január 29.     | A NATO tagja. Az Európai Unió tagja.                                                        |
| 69.  | Svájc                                                                                  | 2003. január 22.     |                                                                                             |
| 70.  | Észak-Macedónia                                                                        | 2003. február 27.    | A NATO tagja. Az Európai Unió tagjelöltje.                                                  |
| 71.  | Törökország                                                                            | 2008. április 11.    | Az OIC tagja. A NATO tagja. Az Európai Unió tagjelöltje.                                    |
| 72.  | Csehország                                                                             | 2009. április 30.    | A NATO tagja. Az Európai Unió tagja.                                                        |
| 73.  | Uruguay                                                                                | 2009. december 2.    |                                                                                             |
| 74.  | Grúzia                                                                                 | 2010. február 18.    |                                                                                             |
| 75.  | Tádzsikisztán                                                                          | 2010. február 18.    | Az OIC tagja.                                                                               |
| 76.  | Azerbajdzsán                                                                           | 2010. március 10.    | Az OIC tagja.                                                                               |
| 77.  | Egyesült Arab Emírségek                                                                | 2010. június 3.      | Az OIC tagja. Az Arab Liga tagja.                                                           |
| 78.  | Brazília                                                                               | 2010. július 27.     | Az OIC megfigyelő státuszú tagja.                                                           |
| 79.  | Marokkó                                                                                | 2010. szeptember 13. | Az Afrikai Unió tagja. Az OIC tagja. Az Arab Liga tagja.                                    |
| 80.  | Észtország                                                                             | 2013. július 12.     | A NATO tagja. Az Európai Unió tagja.                                                        |
| 81.  | Mongólia                                                                               | 2015. május 23.      |                                                                                             |
| 82.  | Kuba                                                                                   | 2015. szeptember 28. |                                                                                             |
| 83.  | Monaco                                                                                 | 2015. szeptember 29. |                                                                                             |
| 84.  | Kirgizisztán                                                                           | 2016. december 22.   | Az OIC tagja.                                                                               |
| 85.  | Kambodzsa                                                                              | 2017. január 20.     |                                                                                             |
| 86.  | Mianmar                                                                                | 2017. április 21.    |                                                                                             |
| 87.  | Guatemala                                                                              | 2017. július 20.     |                                                                                             |
| 88.  | Salvador                                                                               | 2017. szeptember 23. |                                                                                             |
| 89.  | Saint Kitts és Nevis                                                                   | 2018. december 18.   | A Nemzetközösség tagja. A Karib-tengeri Közösség tagja.                                     |
| 90.  | Kazahsztán                                                                             | 2019. február 12.    | Az OIC tagja.                                                                               |
| 91.  | Szváziföld                                                                             | 2019. április 15.    | Az Afrikai Unió tagja. A Nemzetközösség tagja.                                              |
| 92.  | Nicaragua                                                                              | 2019. június 23.     |                                                                                             |
| 93.  | Bosznia-Hercegovina                                                                    | 2019. szeptember 23. | Az OIC megfigyelő státuszú tagja. Az Európai Unió tagjelöltje.                              |
| 94.  | Dominikai Köztársaság                                                                  | 2019. szeptember 23. |                                                                                             |
| 95.  | Horvátország                                                                           | 2019. szeptember 24. | A NATO tagja. Az Európai Unió tagja.                                                        |
| 96.  | Ecuador                                                                                | 2019. szeptember 24. |                                                                                             |
| 97.  | [[Fájl:\|22x20px\|keret \|alt=\|link=]] Honduras                                       | 2019. szeptember 24. |                                                                                             |
| 98.  | Liechtenstein                                                                          | 2019. szeptember 24. |                                                                                             |
| 99.  | Litvánia                                                                               | 2019. szeptember 24. | A NATO tagja. Az Európai Unió tagja.                                                        |
| 100. | Kelet-Timor                                                                            | 2019. szeptember 25. |                                                                                             |
| 101. | Algéria                                                                                | 2019. szeptember 26. | Az Afrikai Unió tagja. Az OIC tagja. Az Arab Liga tagja.                                    |
| 102. | Libanon                                                                                | 2019. szeptember 26. | Az OIC tagja. Az Arab Liga tagja.                                                           |
| 103. | Paraguay                                                                               | 2019. szeptember 26. |                                                                                             |
| 104. | Magyarország                                                                           | 2019. szeptember 27. | A NATO tagja. Az Európai Unió tagja.                                                        |
| 105. | Írország                                                                               | 2021. január 8.      | Az Európai Unió tagja.                                                                      |
| 106. | Lettország                                                                             | 2022. szeptember 19. | A NATO tagja. Az Európai Unió tagja.                                                        |
| 107. | Tonga                                                                                  | 2022. szeptember 21. | A Nemzetközösség tagja. A Csendes-óceáni Fórum tagja. A Csendes-óceáni Közösség tagja.      |
| 108. | Jamaica                                                                                | 2022. szeptember 23. | A Nemzetközösség tagja.                                                                     |
| 109. | Bulgária                                                                               | 2023. június 12.     | A NATO tagja. Az Európai Unió tagja.                                                        |
| 110. | Nepál                                                                                  | 2023. június 23.     |                                                                                             |
| 111. | Katar                                                                                  | 2023. július 12.     | Az OIC tagja. Az Arab Liga tagja.                                                           |
| 112. | Pakisztán                                                                              | 2024. január 26.     | A Nemzetközösség tagja. Az OIC tagja.                                                       |
| 113. | Suriname                                                                               | 2024. május 28.      | Az OIC tagja.                                                                               |
| 114. | Benin                                                                                  | 2024. július 2.      | Az Afrikai Unió tagja. Az OIC tagja.                                                        |
| 115. | Szaúd-Arábia                                                                           | 2024. szeptember 5.  | Az OIC tagja. Az Arab Liga tagja.                                                           |
| 116. | Panama                                                                                 | 2024. szeptember 23. |                                                                                             |
| 117. | Gambia                                                                                 | 2024. szeptember 25. | A Nemzetközösség tagja. Az Afrikai Unió tagja. Az OIC tagja.                                |
| 118. | Ruanda                                                                                 | 2024. szeptember 25. | A Nemzetközösség tagja. Az Afrikai Unió tagja.                                              |
| 119. | Burkina Faso                                                                           | 2024. szeptember 26. | Az Afrikai Unió tagja. Az OIC tagja.                                                        |
| 120. | Szerbia                                                                                | 2024. szeptember 27. | Az Európai Unió tagjelöltje.                                                                |
| 121. | San Marino                                                                             | 2024. szeptember 28. |                                                                                             |

### Nem ENSZ tagállam országok (6)
|    | Állam            | Diplomáciai kapcsolat felvételének dátuma | Megjegyzések                                                   |
| -- | ---------------- | ----------------------------------------- | -------------------------------------------------------------- |
| 1. | Vatikán          | 1994. december 30.                        |                                                                |
| 2. | Tajvan           | 1998. november 20.                        |                                                                |
| -  | Európai Unió     | 2001.                                     |                                                                |
| 3. | Máltai lovagrend | 2002. május 2.                            |                                                                |
| 4. | Cook-szigetek    | 2013. szeptember 3.                       | A Csendes-óceáni Fórum tagja. A Csendes-óceáni Közösség tagja. |
| 5. | Koszovó          | 2013. október 27.                         |                                                                |
| 6. | Niue             | 2024. augusztus 30.                       | A Csendes-óceáni Fórum tagja. A Csendes-óceáni Közösség tagja. |

### Korábbi diplomáciai kapcsolatok
|    | Állam | Diplomáciai kapcsolat felvételének dátuma | Diplomáciai kapcsolat felfüggesztésének dátuma | Megjegyzések |
| -- | ----- | ----------------------------------------- | ---------------------------------------------- | --- |
| 1. | Kína  | 1990. november 16.                        | 1998. december 11.                             | Az ENSZ Biztonsági Tanácsának állandó tagja. Amint a Marshall-szigetek diplomáciai kapcsolatba lépett Tajvannal, a pekingi kormány megszakította a diplomáciai kapcsolatot az országgal. |

## A Marshall-szigetekkel diplomáciai kapcsolatban nem álló országok (69)

### ENSZ-tagállam országok (64)
Mikronézia nem áll diplomáciai kapcsolatban a következő országokkal
- Montenegró,  Albánia,  Moldova,  Fehéroroszország,  Örményország
- Szíria,  Jordánia,  Jemen,  Omán,  Bahrein,  Irak,  Irán,  Üzbegisztán,  Afganisztán,  Bhután,  Banglades,   Srí Lanka,  Laosz,  Észak-Korea,  Kína
- Tunézia,  Líbia,  Mauritánia,  Mali,  Niger,  Csád,  Szudán,  Szenegál,  Guinea,  Bissau-Guinea,  Libéria,  Sierra Leone,  Elefántcsontpart,  Ghána,  Togo,  Nigéria,  Kamerun,  Gabon,  Egyenlítői-Guinea,  São Tomé és Príncipe,  Közép-afrikai Köztársaság,  Kongói Köztársaság,  Kongói Demokratikus Köztársaság,  Dél-Szudán,  Etiópia,  Eritrea,  Dzsibuti,  Szomália,  Kenya,  Tanzánia,  Uganda,  Burundi,  Zambia,  Zimbabwe,  Malawi,  Mozambik,  Botswana,  Namíbia,  Angola,  Lesotho,  Madagaszkár,  Comore-szigetek
- Haiti,  Bahama-szigetek,  Antigua és Barbuda,  Dominikai Közösség,  Grenada,  Trinidad és Tobago
- Venezuela,  Guyana,  Bolívia

### Nem ENSZ-tagállam országok (7)
- Abházia,  Észak-Ciprus,  Dél-Oszétia,  Nyugat-Szahara,  Palesztina,  Szomáliföld,  Dnyeszter Menti Köztársaság

## Nemzetközi szervezetek
| Szervezet    | |
| ------------ | --- |
| ENSZ         | A Mashall-szigetek 1991. szeptember 17-én csatlakozott az ENSZ-hez. Az országnak már voltak diplomáciai kapcsolatai a csatlakozás előtt is, azóta viszont folyamatosan építi diplomáciai kapcsolatait tovább. Mindazonáltal nem valamennyi ENSZ tagállam ország ismerte el a függetlenséget azonnal, jelenleg még 102 ENSZ tagállam nem ismerte el hivatalosan a függetlenséget és nem lépett diplomáciai kapcsolatba az országgal. Főleg az afrikai és a karibi téréségben van sok ország, amelyekkel még vette fel az állam a diplomáciai kapcsolatot, de Ázsiában és Európában is sok országgal szintén nem létesült még hivatalos diplomáciai kapcsolat. A Marshall-szigetek diplomáciai kapcsolatok kiépítése terén saját térségében, Óceániában aktív különösen, itt valamennyi állammal diplomáciai kapcsolatban áll már. Tagállamok (192 / 121) Megfigyelők (3 / 2) |
| EU           | Mikronézia tagja az ACP-országoknak, melyek együttműködési megállapodást kötöttek az Európai Unióval. Mikronézia folyamatosan létesít külön-külön is diplomáciai kapcsolatot a tagországokkal. Az Európai Unió 27 tagállamából minddel diplomáciai kapcsolatban áll. A közösség hat hivatalos tagjelölt államából hárommal Moldova, Albánia és Montenegró nincs fennálló diplomáciai kapcsolata Mikronéziának. · Tagállamok (27 / 27) Tagjelöltek (7 / 4) |
| Afrikai Unió | Az Afrikai Unió nem alakított ki egységes álláspontot az elismerés kérdésében, az egyes tagállamok maguk döntenek a kapcsolatfelvétel mellett. Kontinentális szinten a diplomáciai kapcsolatok felvétele terén Afrika áll az utolsó helyen. Az Afrikai Unió tagállamai közül csak a Dél-afrikai Köztársasággal, Egyiptommal, Marokkóval, a Zöld-foki Köztársasággal, a Seychelle-szigetekkel, Mauritius-szal, Algériával, Beninnel, Gambiával, Burkina Fasoval és Ruandával létesült diplomáciai kapcsolat. Tagállamok (54 / 12) |
| Arab Liga    | Az Arab Liga nem alakított ki egységes álláspontot az elismerés kérdésében, az egyes tagállamok maguk döntenek a kapcsolatfelvétel mellett. Tagállamok (22 / 8) Megfigyelők (4 / 2) |
| OIC          | Iszlám Konferencia Szervezete nem alakított ki egységes álláspontot az elismerés kérdésében, az egyes tagállamok maguk döntenek a kapcsolatfelvétel mellett. Tagállamok (57 / 19) Megfigyelők (6 / 3) |

## Tagság nemzetközi szervezetekben
A Marshall-szigeteki Köztársaság a következő nemzetközi szervezetek tagja:
- FAO, ICAO, Nemzetközi Büntetőbíróság, , Nemzetközi Olimpiai Bizottság, Vegyifegyver-tilalmi Szervezet, Csendes-óceáni Fórum, Csendes-óceáni Közösség, UNESCO, Egészségügyi Világszervezet, Meteorológiai Világszervezet
- továbbá tagja illetve aláírója: ACP-országok (cotonoui megállapodás), riói egyezmény, genfi egyezmények, az ENSZ éghajlatváltozási keretegyezménye és a kiotói jegyzőkönyv

## Fordítás
- Ez a szócikk részben vagy egészben  a   Foreign relations of the Marshall Islands című angol Wikipédia-szócikk fordításán alapul.  Az eredeti cikk szerkesztőit annak laptörténete sorolja fel. Ez a jelzés csupán a megfogalmazás eredetét és a szerzői jogokat jelzi, nem szolgál a cikkben szereplő információk forrásmegjelöléseként.